# David Ervine
David Ervine, född 21 juli 1953 , död 8 januari 2007, var en nordirländsk politiker och partiledare för Progressive Unionist Party (PUP).